# Alexandrina Mititelu
Alexandrina Mititelu (* 1886; † 1964 in Padua) war eine rumänische Romanistin und Rumänistin, die in Italien wirkte.

## Leben und Werk
Alexandrina Mititelu war Schülerin von Ramiro Ortiz und ab 1938 dessen Assistentin an der Universität Padua. Nach seinem Tod war sie in Padua von 1948 bis 1964 Professorin für rumänische Sprache und Literatur.

## Werke
- Grammatica romena, Padua 1947 (427 Seiten)
- (Hrsg.) Ion Pillat [1891–1945], Liriche scelte, Bergamo 1947
- (Hrsg.) Teatro romeno, Mailand 1960
- Letteratura romena antica. Cenni storici. Breve antologia. Glossario, Padua 1961